# 宝の箱でお払い箱
『宝の箱でお払い箱』（From Hare To Eternity）とは、アメリカ合衆国の映画会社のワーナー・ブラザースの短編アニメシリーズのルーニー・テューンズの作品。1997年公開。チャック・ジョーンズが最後に担当したルーニー・テューンズ作品であり、ジョーンズと共に数多くのルーニー・テューンズ作品を手掛け1995年5月26日に死去したアニメ監督のフリッツ・フレレングの追悼作品でもある。

## あらすじ
海賊のヨセミテ・サムは、宝の地図に書かれた島を求めて航海していた。そしてその島で宝箱を掘り出すが、バッグス・バニーも宝箱の入っていた場所で過ごしていた。宝箱を巡って二人の対決が始まった。

## キャスト
| キャラクター     | 原語版             | 吹き替え版 |
| ---------------- | ------------------ | ---------- |
| バッグス・バニー | グレッグ・バーソン | 山口勝平   |
| ヨセミテ・サム   | フランク・ゴーシン | 郷里大輔   |
| ナレーション     | -                  | 梅津秀行   |

## 備考
- チャック・ジョーンズが監督した「魅惑の蛙」に登場したミシガン・J・フロッグが声（吹き替えでは日本語ではなく原語音声）のみではあるがサムが宝箱を掘り出そうとするワンシーンで登場している。
- 先述した通りフリッツ・フレレングの追悼作品として公開されたため、本編後に「DEDICATED TO ISADORE ´´FRIZ´´ FRELENG（イサドール・フリッツ・フレレング（フリッツ・フレレングの本名）に捧ぐ）」という追悼テロップが表示された。